# Franciszek Longchamps de Bérier (1840–1914)
Franciszek Longchamps de Bérier (ur. 7 września 1840 we Lwowie, zm. 21 lutego 1914 w Ławocznem) – pionier polskiego przemysłu naftowego, powstaniec styczniowy.
Był synem Bogusława i Leokadii z Deputowiczów, starszym bratem Bronisława, lekarza wojskowego. Po ukończeniu gimnazjum we Lwowie rozpoczął studia prawnicze na Uniwersytecie Lwowskim. Podczas powstania styczniowego walczył na terenie Lubelszczyzny i Podlasia. Jako porucznik  był adiutantem generała Walerego Wróblewskiego. Po powrocie ożenił się z Wandą Dybowską (1842–1915) i osiadł jako naczelnik stacji kolejowej w Łużanach na Bukowinie, po kilku latach przeniesiony został do Kołomyi. W 1878 rozpoczął na własną rękę pionierskie wiercenia w Rypnem, a w kilka lat potem w spółce z Karolem Lewakowskim, także pionierskie, w Słobodzie Rungurskiej. Po powstaniu styczniowym przebywał także w przejętym po żonie majątku w miejscowości Sokoliki. Był znawcą i miłośnikiem huculskiej sztuki ludowej. W 1890 ciężko zaniemógł, przeszedł w stan spoczynku i osiadł w Ławocznem, gdzie zmarł.
Pochowany został na Cmentarzu Łyczakowskim we Lwowie obok ojca w kwaterze powstańców listopadowych (kwatera „Żelaznej Kompanii”).

## Życie prywatne
Z małżeństwa z Wandą Dybowską miał trzech synów: Jana (1872–1933), który poszedł w ślady ojca budując szyby naftowe i poszukując ropy naftowej, Mieczysława (1876–1939) jednego z założycieli Towarzystwa dla Opieki i Rozwoju Przemysłu i Górnictwa Naftowego w Galicji (od roku 1881 Krajowego Towarzystwa Naftowego) i najmłodszego Bogusława Karola (1884–1847), prawnika i adwokata lwowskiego oraz dwie córki: Helenę (1870–1940), żonę Stanisława Estreichera i Wandę. Wnukami Franciszka byli między innymi: prawnik Franciszek Longchamps de Bérier, Karol Estreicher oraz Krystyna Estreicher.